# Muscle releveur de la paupière supérieure
Le muscle releveur de la paupière supérieure (ou muscle élévateur de la paupière supérieure dans l'ancienne nomenclature) est un des sept muscles extra-oculaires.

## Structure

### Origine[1]
Le muscle releveur de la paupière supérieure prend son origine au niveau de l’apex orbitaire. Il se situe dans la peau de la paupière supérieure, sous le toit de l'orbite.

### Composition
Le muscle releveur de la paupière supérieure est un muscle strié, plat et allongé. Il présente 2 portions : une horizontale (40 mm de longueur), orbitaire et une verticale, palpébrale. Il comporte un tendon d'origine et un tendon terminal qui assurent ses insertions osseuses et palpébrales. Son tendon d'origine se trouve au niveau de la petite aile de l'os sphénoïde, au-dessus du nerf optique. Le muscle s'élargit en se portant en avant, et inversement, il se rétracte en revenant en arrière.

### Terminaison[1]
Ce muscle se termine à environ 15 mm au-dessus du bord supérieur du tarse, cette portion musculaire se transforme en une lame musculo-tendineuse appelée tendon du releveur ou aponévrose du muscle releveur.

### Innervation[2]
Comme la majorité des muscles de l'orbite, le muscle releveur de la paupière supérieure reçoit des informations du système nerveux central. Il est innervé par le nerf crânien III (aussi appelé moteur oculaire commun), qui provient d'une division du nerf oculomoteur, un nerf moteur.

## Fonction
Le muscle releveur de la paupière supérieure élève et rétracte la paupière.

## Aspect clinique[3]

### Causes
Abîmer ce muscle ou ses innervations peut entraîner une ptose (aussi appelée ptosis). En effet, il peut s'agir d'une affection qui touche le muscle releveur de la paupière et qui cause des fermetures incontrôlables de la paupière. Des liaisons dans le troisième nerf crânien peuvent aussi entraîner une ptose car, sans simulation du nerf oculomoteur, le muscle releveur de la paupière supérieure ne peut pas s'opposer à la force de gravité et la paupière s'affaisse. Les deux causes du ptosis ne doivent pas être confondues, car les soins s'orienteront dans différentes directions. Par ailleurs, des dégâts sur la trajectoire de l'innervation sympathique du muscle de Müller entraînent un syndrome de Horner et engendrent un ptosis partiel.

### Soins
Les atteintes au muscle releveur de la paupière supérieure peuvent habituellement être soignées sans problème, chacune des deux causes présente des résultats cliniques distincts.